# Ispitaalja
Ispitaalja Pécs egyik belső városrésze, a főpályaudvartól északnyugatra eső területen. Tengerszint feletti magassága 120-130 méter.

## Története
A középkori kórházról (régiesen: ispotály) elnevezett település története a 12. századig nyúlik vissza. Az akkori ispotály egyike a város legkorábbi időkből adatolt intézményének.
A városrészben található Köztársaság teret felújították 2009-ben. A Pécs2010 Kulturális Főváros projekt keretein belül megvalósuló helyreállítás a tér gyalogos felületeire terjedt ki. A megújult teret ünnepélyes keretek között 2009. november 13-án adták át.
A városrészben található a Lauber Dezső Sportcsarnok.

## Határai, közlekedése

Ispitaalja Pécs térképén

Északon a 6-os főút, keleten a Szabadság utca és az Indóház tér nyugati fele, délen a Verseny és a Közraktár utca, nyugaton a Tüzér utca határolja.
Tömegközlekedése: északon a 21-es; keleten a 3-as, 4-es, 6-os, 7-es, 20-as, 20A, 31-es, 31A, 34-es, 35-ös, 36-os, 37-es, 38-as, 39-es, 40-es, 43-as, 71-es, 72-es, 161-es, 162-es; nyugaton az 1-es, 2-es, 2A, 55-ös, 55Y buszok közlekednek a határoló utakon. A városrészen át közlekedik a Mártírok útján a 4-es, 20-as és 20A járat.

## Nevének eredete
1865-ben még csak a mai Hullámfürdő környékének a neve volt, s a név előtagja (Ispita) a közeli kórházra (a mai megyei kórház) utalt. Később a délebbre fekvő rétekre és a vasútállomás környékére vonatkozott. Újabban kertváros jellegű településrészt jelöl. Az Ispitaalja név népetimológiás alakulatnak látszik. Mivel a régi ispotály („kórház”) szavunknak 1560 körül több helyen Ispitaalj alakja is volt és a név utolsó szótagjából elvonták az alja elemet, így a nemzetközi vándorszó (hospital) félig-meddig magyarrá „értelmesedett”. A szóvég elvonásával kialakult nyelvünkben az ispotály szónak ispita, espita, pitál változata is.

## A városrész ünnepe
2019 óta Barkóczi Csaba önkormányzati képviselő vezetésével, a helyi lokálpatrióta civilek által életre hívott Ispitaaljáért Baráti Kör minden év augusztus 20-át követő első szombaton megszervezi az Ispitaalja Napja rendezvényt, melynek helyszíne a városrész szívét képező pécsi Köztársaság tér. Ez a program a településrész hagyományőrző ünnepi rendezvénye, mely Ispitaalja árpádkori kialakulása előtt fejet hajtva a középkori magyar tradíciók felelevenítésére épül. Évente több száz helybeli lakos látogat el a változatos programra.